# Bernardino Drovetti
Bernardino Drovetti (1776-1852) fue un diplomático italiano, abogado, militar, explorador de Egipto, anticuario, y coleccionista.

## Biografía
Originario de Piamonte (Barbania), nace el 4 de enero de 1776, Bernardino Drovetti hijo de Giorgio Francesco Drovetti y, Anna Vittoria Vacca, estudió en el Collegio delle Provincie y leyes en la Universidad de Turín. Se unió al ejército francés comandado por el joven General Bonaparte en la campaña de Italia. Fue ayudante de Campo del Mariscal Joaquín Murat. En 1801 fue nombrado ministro de Guerra en Piamonte,  y pasó a ser juez de Turín hasta 1803. Sucesivamente fue vicecónsul y cónsul de Francia en Egipto durante la época del Primer Imperio Francés, y después de nuevo con la Restauración Francesa.

## Cónsul de Egipto
En Egipto logra, con gran habilidad, ganarse la confianza de Mehemet Ali. Le instó a buscar la protección de Francia y se convirtió en uno de los hombres más cercanos al nuevo amo de Egipto. Es retirado de su puesto en 1814 con la caída de Napoleón, pero se le pide regresar en 1820 al no poder encontrar a un sustituto que entendiera la política egipcia. Su valiosa ayuda al nuevo gobernante de Egipto Mehemet Ali le reportó mucha influencia política, al asesorar en varios temas, como: organización del Ejército, Agricultura, sistemas de irrigación, la creación de industrias textiles, y en la lucha contra el cólera. Por su influencia con el pachá logra mantener lejos la influencia británica sobre Egipto.
Por estar en una posición privilegiada obtiene permisos especiales para explorar todo Egipto y conseguir licencias para excavaciones arqueológicas. Contrata varios agentes con la misión de comprar reliquias o buscarlas por medio de excavaciones. Su principal agente sobre el terreno fue el francés Jean-Jacques Rifaud, quien se hizo famoso por la construcción de muebles al estilo civilización faraónica en su taller parisiense. Sin el menor escrúpulo sus agentes arrancaban bajorrelieves, conseguían hacerse con algunas piezas tras recurrir incluso al uso de explosivos. Jean-Jacques Rifaud logra conseguir una estatua de Tutmosis II, e inscribirá en la estatua con errores ortográficos “Decouvet par J. Rifaud, sculpteur au cervice de Mr e Drovetti á Thebes. 1818” (Descubierta por J. Rifaud, escultor al servicio de Sr. Drovetti en Tebas. 1818)
El mismo Giovanni Battista Belzoni tuvo varios enfrentamientos con los agentes de Drovetti por el control de áreas arqueológicas.
Drovetti además de coleccionista de antigüedades era explorador, visitó el alto Egipto en 1816 y llegó hasta los templos de Nubia. Logró llegar hasta Abu Simbel, donde le fue imposible remover la arena que cubría la entrada del Templo de Ramsés II. Tres años después exploró el desierto de Libia junto con Alessandro Ricci y Louis Maurice Adolphe Linant de Bellefonds y llegó hasta el remoto oasis de Dakel.
El Consulado de Francia en Alejandría parecía un museo al mantener todas las piezas arqueológicas que eran conseguidas por los agentes de Drovetti en todo Egipto. Durante su estancia en Alejandría, el anticuario Louis Nicolas Philippe Auguste conde de Forbin, director de algunos museos, que se pasaba allí días enteros, escribiría sobre el consulado “Este curioso gabinete cuenta con una disposición tan perfectamente ordenada que uno puede aprender la historia de Egipto, contemplando sus monumentos, en pocas horas y de manera más interesante y rigurosa. Los árabes acuden sin cesar al kan en donde vive M. Drovetti: todos aportan algo. Momias, bronces, monedas y a veces camafeos”

## Las Drovettianas
La primera colección reunida por Drovetti, considerada demasiado cara por Luis XVIII, fue adquirida por el rey Carlos Félix de Saboya en 1824, por la suma de 400.000 liras piamontesas, y constaba de más de mil piezas, entre ellas las grandes estatuas de Amenofis I, de Ramsés II sedente, de Tutmosis II y el Canon Real de Turín. Esta colección se envió en barco a Livorno (aquí, mientras era descargada de los barcos, Champollion pudo examinarla), y de allí hasta Génova desde donde se mandó a Turín superando grandes vicisitudes: para poder transportar las estatuas más grandes se construyó un carro especial montado sobre bases de cañón y arrastrado por caballos. Se exponen en el Museo Egipcio de Turín (Museo delle antichità egizie di Torino).
A causa de la insistencia de Champollion, Carlos X de Francia comprará la segunda drovettiana en 1827, que servirá más adelante de base al futuro museo egipcio del Louvre.  El último lote de antigüedades fue adquirido por el Rey Federico Guillermo IV de Prusia con la ayuda del egiptólogo Karl Richard Lepsius, y donada al museo de Berlín en 1836.

## Decreto de Canopus
Una segunda estela muy similar a la Piedra de Rosetta fue encontrada en la mezquita de Yakur en El Cairo; al saber de su existencia Thomas Young le pide al cónsul británico en Egipto, Henry Salt, que le consiguiera el permiso para removerla del lugar donde se encontraba, que le fue negado por las autoridades egipcias. En septiembre de 1828 mientras Champollion pasaba por El Cairo, logra visitar la mezquita donde se encuentra la piedra e inmediatamente pide al cónsul francés en Alejandría que notifique a Drovetti sobre la necesidad de conseguir esta nueva piedra que contenía escritos en jeroglífico, demótico y griego antiguo. Drovetti a través de sus muchas influencias logra agregar la estela en la lista de regalos de Mehemet Ali al rey Carlos X de Francia. La estela es conocida como el Decreto de Canopus.
Continuó como diplomático hasta 1829. Regresó a Italia y se estableció en Turín donde vivió hasta su muerte en 1852.